# جایزه نوبل ادبیات ۱۹۵۴
جایزه نوبل ادبیات سال ۱۹۵۴ به نویسنده آمریکایی ارنست همینگوی (۱۸۹۹–۱۹۶۱) «به خاطر تسلطش بر هنر روایت، که اخیراً در پیرمرد و دریا نشان داده شده است، و به خاطر تأثیری که بر سبک معاصر گذاشته است» اهدا شد.
پس از ویلیام فاکنر که در سال ۱۹۴۹ برنده این جایزه شد، همینگوی پنجمین آمریکایی است که این جایزه را دریافت کرد.

## برنده جایزه
ارنست همینگوی به خاطر نثر موجز و شفافش شناخته می‌شود و تأثیر زیادی بر داستان‌نویسی قرن بیستم داشته است. آثار او عشق، جنگ، بیابان و فقدان را بررسی می‌کنند. مضمون اختگی نیز در آثار او، به ویژه در خورشید همچنان می‌دمد (۱۹۲۶)، رواج دارد. در سال ۱۹۵۲، او کتاب پیرمرد و دریا را منتشر کرد، اثری که هنگام اهدای جایزه نوبل توسط آکادمی سوئد مورد ستایش زیاد قرار گرفت. از دیگر آثار مشهور او می‌توان به وداع با اسلحه (۱۹۲۹) و زنگ‌ها برای که به صدا درمی‌آیند (۱۹۴۰) اشاره کرد. منمنمن

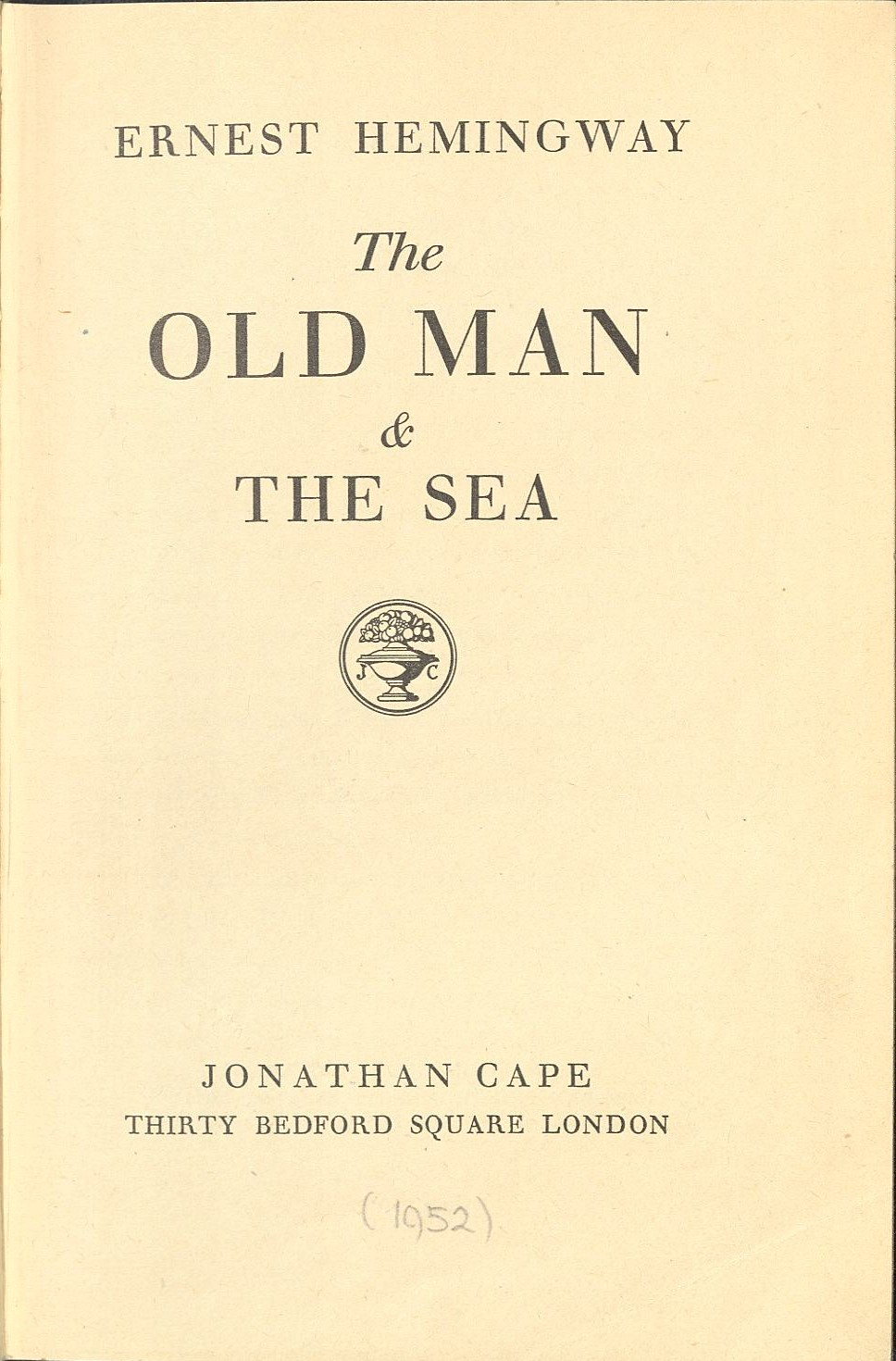
پیرمرد و دریا اثر همینگوی

### پیرمرد و دریا
رمان کوتاه همینگوی، پیرمرد و دریا به‌طور خاص در تقدیرنامه نوبل او مورد اشاره و تقدیر قرار گرفت. این رمان که با تکیه بر تجربیات شخصی همینگوی به عنوان یک ماهیگیر نوشته شده، داستان غم‌انگیز یک ماهیگیر کوبایی در گلف استریم و مارلین غول‌پیکری که می‌کشد و از دست می‌دهد را روایت می‌کند. این کتاب جایزه پولیتزر سال ۱۹۵۳ را برای داستان نیز برنده شد.

## گفتگوهای نامزدی

### نامزدی‌ها
ارنست همینگوی بین سال‌های ۱۹۴۷ تا ۱۹۵۴ چهار بار نامزد دریافت این جایزه شد، سه بار اول توسط اعضای آکادمی زبان سوئدی و در سال ۱۹۵۴ توسط یک استاد زبان‌شناسی انگلیسی اتریشی نامزد شد.
در مجموع، کمیته نوبل ۳۵ پیشنهاد نامزدی برای ۲۷ نویسنده دریافت کرد. بیشترین تعداد نامزدی برای هالدور لاکسنس با ۶ نامزدی بود. دیگر نویسندگان نامزد شده عبارتند از آندره مالرو، نیکوس کازانتزاکیس، رودولف کاسنر، مارک آلدانوف، ادوارد مورگان فورستر، گوتفرید بن، رامون منندز پیدال و رابرت فراست.
۵ نفر از نامزدها برای اولین بار نامزد شده بودند که از جمله آنها می‌توان کارل گوستاو یونگ، ریکاردو روخاس و یاروسلاو سایفرت (که در سال ۱۹۸۴ این جایزه را دریافت کرد) اشاره کرد. دو نفر از نامزدها زن بودند: هنریت چاراسون و کونچا اسپینا د لا سرنا.
نویسندگانی چون سعید فائق آباسیانیک، Frederick Lewis Allen Juan Alvarez، ویتالیانو برانکاتی، Frans G. Bengtsson , Maxwell Bodenheim , Ludovic Dauş، استیگ داگرمن، Oswald de Andrade , Winnifred Gorbatimer , Joseph Herbatimer, Joseph Herbatimer. جیمز هیلتون، ادوارد لو روی، زوفیا ناؤکوفسکا، میخائیل پریشوین، سوکوتسو ساموکاوا، هلا وولیوکی و فرانسیس برت یانگ در سال ۱۹۵۴ بدون اینکه نامزد دریافت جایزه شده باشند درگذشتند.

### تصمیم‌گیری در مورد جایزه

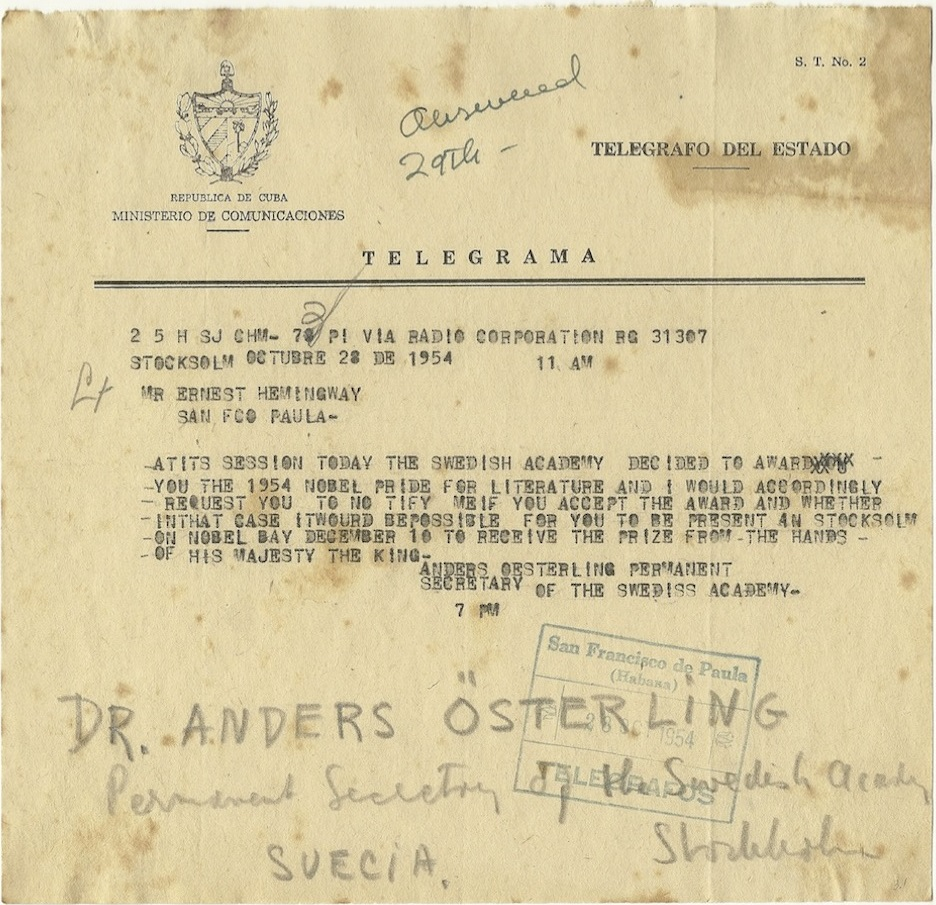
تلگرافی از دبیر دائمی آکادمی سوئد که برای ارنست همینگوی ارسال شده و او را از تصمیم آکادمی مبنی بر اعطای جایزه نوبل ادبیات سال ۱۹۵۴ را برده است به او اطلاع می‌دهد.

نامزدی همینگوی در سال ۱۹۴۷ توسط پر هالستروم، یکی از اعضای کمیته، رد شد و در گزارشی اعلام کرد که سبک نوشتاری همینگوی بیش از حد سرگرم‌کننده و سطحی است. همینگوی در سال ۱۹۵۰ دوباره مورد بررسی و رد قرار گرفت، زمانی که آکادمی سوئد دریافت که کتاب اخیر او در امتداد رودخانه به سمت درخت‌ها به اندازه آثار قبلی‌اش قوی نیست و همچنین خاطرنشان کرد که همینگوی از قبل موفقیت زیادی داشته و بعید است که به جایزه نقدی این جایزه نیاز داشته باشد.